# Тапенада
Тапена́да (фр. la tapenade), иногда тапенад — густой соус (паста) прованской кухни (особенно Ниццы) из оливок, анчоусов и «тапен» (каперсов на прованском языке), давших имя этому рецепту. Другие распространённые ингредиенты: оливковое масло, чеснок, сок лимона, травы и специи, вяленые помидоры. Пасту подают, намазав на тосты, к аперитиву, на ломте хлеба, в качестве соуса для пиццы, или как соус к нарезанным свежим овощам. Тапенадой также фаршируют птицу.

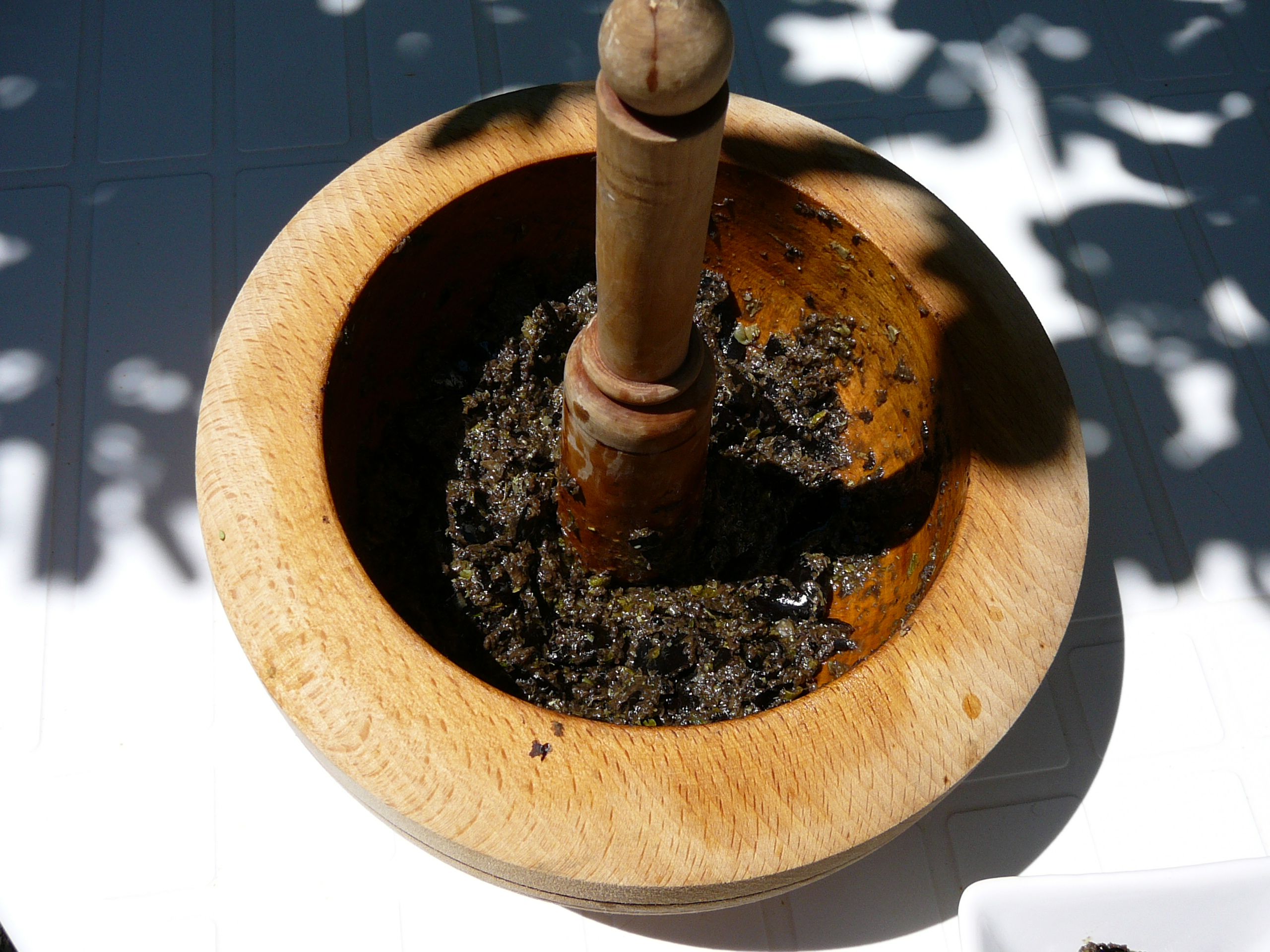
Свежеприготовленная, измельчённая в ступке тапенада
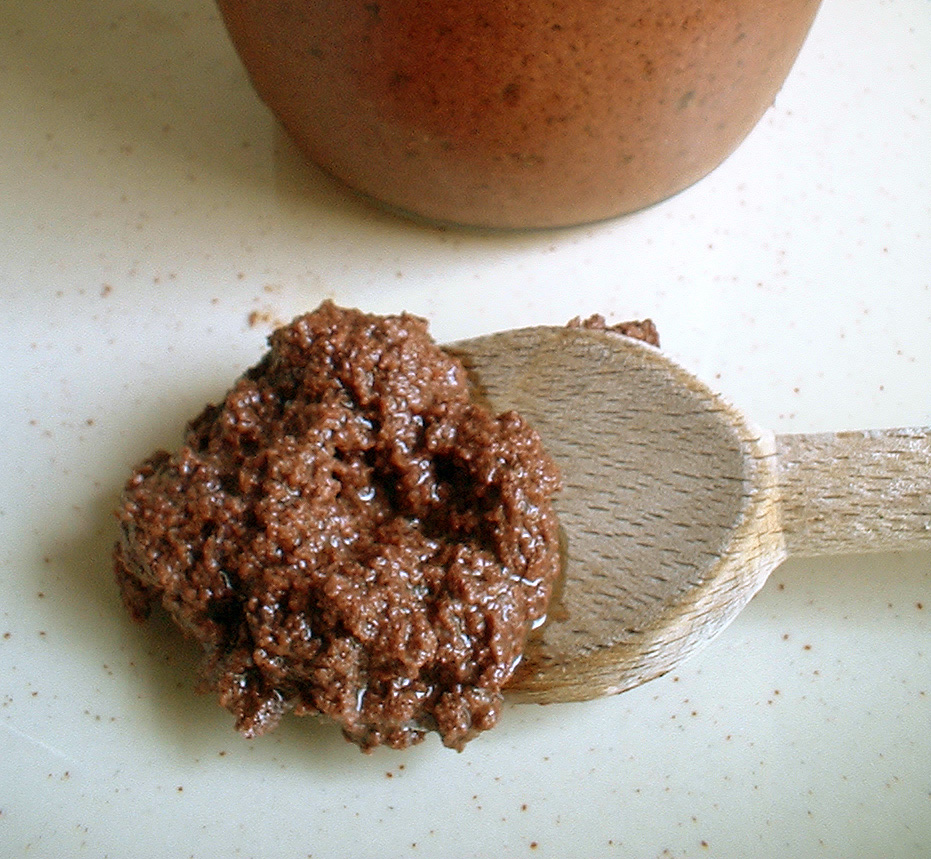
Тапенада на ложке
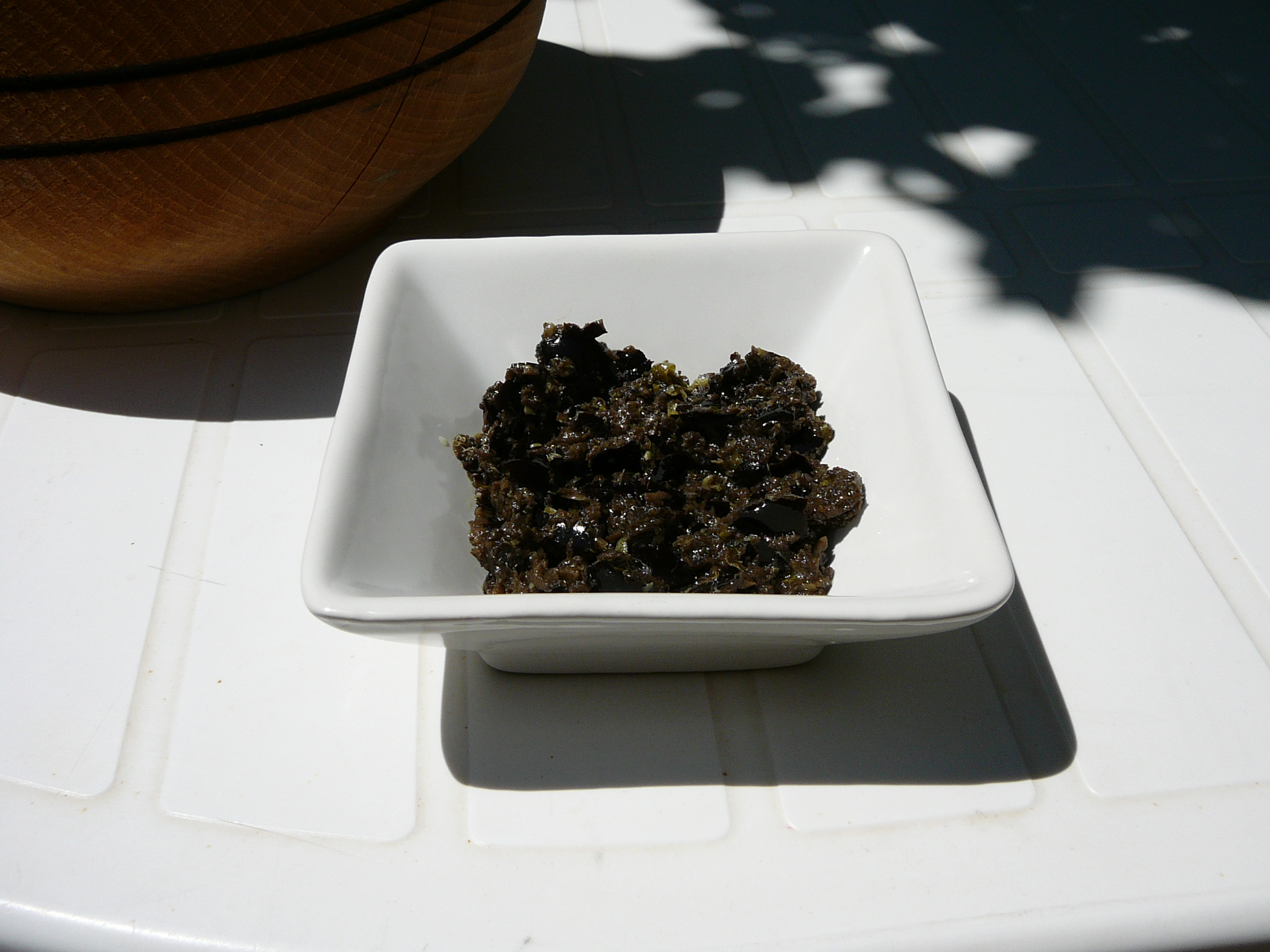
Тапенада, поданная в небольшой салатнице